# シュテルンベルク天文研究所
シュテルンベルク天文研究所（Sternberg Astronomical Institute、ロシア語表記：Государственный астрономический институт имени Штернберга、略称：GAISh：ГАИШ）はモスクワ大学の天文研究所である。1831年に設立された天文台の場所に1931年に設立された。名前は、ソビエトの天文学者パーヴェル・シュテルンベルク (Пáвел Кáрлович Штéрнберг) の名前から命名された。
小惑星 (14789) GAISHの命名の由来となっている。